# 第三代巴麥尊子爵亨利·坦普爾
亨利·約翰·坦普爾，第三代巴麥尊子爵，KG，GCB，PC（Henry John Temple, 3rd Viscount Palmerston，1784年10月20日 - 1865年10月18日）英国政治家，两度拜相，以“巴麥尊勋爵”一名著称，綽號“The Mongoose”。
坦普爾自1807年起在政府中供职，起初是托利党员，但后来依序加入辉格党、自由黨。從1809年到1828年，他擔任戰爭部長，在該職位上，他負責組織軍隊的財務工作。當喬治·坎寧出任總理時，他首次獲得內閣職位，但與其他坎寧派一樣，他在一年後辭職。他曾1830年至1834年、1835年至1841年和1846年至1851年三次擔任外交大臣。在此期間，巴麥尊有效地應對了歐洲的一系列衝突。他作為外交大臣的舉動被認為是自由主義干预主义實踐的雛形，其中一些舉動引起了爭議。
作為內政大臣，巴麥尊儘管反對選舉改革，卻進行了各種社會改革。1855年，當公眾因克里米亞戰爭政策而減少了對政府的青睞時，巴麥尊是唯一能夠在議會中維持多數席位的總理。他有兩個任期，分別是1855年至1858年和1859年至1865年。他在選舉中獲勝數個月後去世。坦普爾是迄今為止最後一位在任内去世的英国首相。巴麥尊通過刺激英國民衆來掌握公眾輿論，儘管維多利亞女王和大多數政治領導人不信任他，但他仍然獲得了新聞界和民眾的青睞，並從中得到了親切的稱呼“帕姆”。巴麥尊的所謂弱點包括對人際關係的不當處理，以及在確定外交政策時與女王及皇室之間持續存在分歧。
歷史學家認為巴麥尊是最偉大的外交家之一，這是由於他分析與處理重大危機能力，對權力平衡和英國利益的承諾，在許多衝突中為英國提供了決定性的機會。他對印度，意大利，比利時和西班牙的政策對英國產生了廣泛而持久的有利結果：儘管他對法國，奧斯曼帝國和美國的政策造成的結果更為短暫。

## 生平

### 家世
亨利·约翰·坦普尔于1784年10月20日出生于在威斯敏斯特的家族住宅，父亲是第二代巴麥尊子爵亨利·坦普尔（1739-1802），母亲是伦敦商人本杰明·米（Benjamin Mee）之女玛丽（1752-1805）。属于坦普尔家族的爱尔兰分支。后来，他继承了家族的爱尔兰贵族身份，成为第三代巴麥尊子爵。
1792至1794年，这位8歲至10歲的小男孩随家人一起游览了欧洲大陆的法国、瑞士、意大利、汉诺威以及荷兰。在意大利时，他跟從意大利籍家庭教师盖特诺先生（Signor Gaetano）那里学会了流畅的意大利语。
巴麥尊在哈罗公学就读时（1795-1800），后来的海军上将，第一等从男爵奥古斯都·克里福德曾是他和奥尔索普子爵、邓坎嫩子爵的学弟，他回忆说巴麥尊远比另二人宽宏大量。在学校里巴麥尊常常打架，同学回忆称他曾和块头有他两倍大的家伙对抗。
1799年，年轻的巴麥尊曾被父亲带进下议院，并和当时的首相小威廉·皮特握了手。
这以后巴麥尊进入爱丁堡大学就读（1800-1803），在苏格兰哲学家亚当·福格森和亚当·斯密的朋友杜格尔德·斯图尔特那里学习政治经济学。后来巴麥尊说他在爱丁堡的这段时间里获得了「自己所拥有的一切有用的知识和思考习惯。」明托伯爵曾写信给巴麥尊的父母，称他温文有礼，魅力不凡。斯图尔特在给友人的信中也提到了巴麥尊，“就脾气和举止而言他没有哪点是朋友们不满意的。实际上，我从未见过像他这种年纪的人能够这么完美，性格这么友善。”

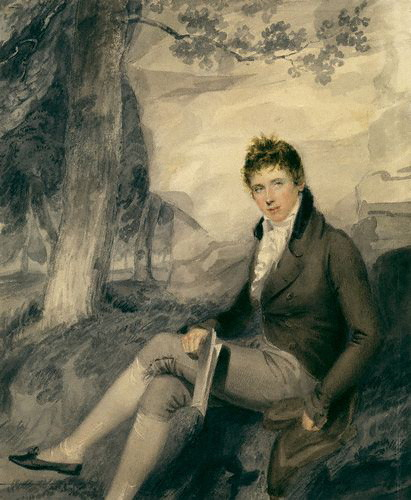
1802年，18岁的巴麥尊

1802年4月17日，他的父亲去世，他继承了巴麥尊子爵的称号。他在剑桥大学圣约翰学院读书时（1803-1806年），由于拥有贵族身份，他未经考试就成为了文学硕士，虽然他表示希望通过考试来获得学位，但遭到拒绝，不过獲准参加考试，并获得优等。
1803年英国对法宣战，巴麥尊加入了防备法军入侵的志愿兵，成为圣约翰学院的三名军官之一，他还被任命为拉姆西（Romsey ）志愿兵部队的中校军官。

### 早期政治生涯：1806-1809
1806年2月，巴麥尊参加了剑桥大学选区的竞选，遭到失败。当年10月，在霍舍姆选区成功当选为议员，但在次年1月，下议院的多数派辉格党通过了一项动议让他下台。
靠了奇切斯特勋爵和马姆斯伯里勋爵的帮忙，他得以在波特兰公爵内阁的海军部中任职。5月份时巴麥尊再次在剑桥选区参选，但为了确保这个双人选区中有一名托利党人当选，他劝自己的支持者投票给另一名托利党候选人，最后他以三票之差落败。
1807年6月，巴麥尊在怀特岛上的受人操纵的纽波特选区参选，得以作为托利党议员进入议会。
由于拿破仑和俄罗斯在《提尔西特条约》中同意组建联盟海军以对抗英国，还试图利用丹麦海军来入侵英国。英国决定先发制人，要求当时还是中立国的丹麦交出所有战舰，在战争结束时再归还，不然就摧毁其海军。丹麦拒绝，英军随即炮击了哥本哈根。1808年2月3日，巴麥尊发表演说，支持秘密外交、炮击哥本哈根以及英军在哥本哈根战斗中消灭丹麦海军。他提到拿破仑控制丹麦舰队的野心，以此为英军的攻击辩护：
……这是有理由的因为法国的庞大力量使之可以强迫弱国与英格兰为敌……英格兰的行为符合自我防卫的法律，我们可敬的绅士及其支持者都承认，若丹麦对我国表现任何敌意，采取报复的手段都是正当的……丹麦被迫做出敌对行动和丹麦自愿做出敌对行动是等价的，自我防卫的法律都是成立的……谁会相信波拿巴会基于什么正义的想法，使丹麦免于受到其他国家那样的待遇呢？……自我防卫是国际法的基本原理，基于此，英格兰可以正当的确保并强制丹麦不会被法国人逼迫变成当前的敌人。

## 担任军务大臣：1809-1828
巴麥尊勋爵的演说获得了很大成功，珀西瓦尔在1809年组阁时特意邀请他担任财政大臣，在当时这个职位没有19世纪中期后那么重要。但巴麥尊选择了军务大臣的职位，专门负责军队的财务。没有内阁阁员身份的他在这个位子上一干就是二十年。
1812年3月10日，巴麥尊在英国下议院表态支持将英军外籍士兵的数量限制在1.6万，其中大部分部署在国外。他也支持在和平时期维持常备军，1815年拿破仑战争结束后，英国一直负担着一支庞大的常备军队伍。1816年3月8日，巴麥尊在下院发表演说，支持为之拨款，他宣称庞大的常备军是“保卫宪法”所不可缺少的。另外他还提到，常备军军官很大一部分都有相当的“财产和社会关系”。由于在国防开支方面受到激烈的批评，1820年5月16日，巴麥尊再度在下院演讲，坚持己见，表示国家有这样的财政负担是因为英国正“独自进行着一场艰苦而无助的斗争，不只是对欧洲列强，也包括文明世界里的盟友。我们的目标不仅仅是军事上的荣耀——不是夺取令人诱惑的领土——也不是为了那个貌似更正当的目标：防止人权遭侵犯，维护国家的尊严。我们一直是在为我们能作为独立国家存在而斗争……绅士们，可要记得，国家的这个负担本是我们已同意支付的，保证我们自由和独立的代价。”
1822年卡斯尔雷子爵自杀后，利物浦伯爵的托利党政府内阁分裂出不同的政治派别。偏自由主义的派系取得了一些成功，其中乔治·坎宁成为了外相和下议院领袖，威廉·赫斯基森提倡了自由贸易的学说并付诸实施，天主教解放的问题也浮出水面。虽然巴麥尊勋爵并非内阁成员，但他也对坎宁及其朋友的做法报以热忱的支持。1828年2月26日，巴麥尊发表演说支持天主教解放法案，他认为一方面缓解国教中异议分子中“虚构的不满”，一方面又让英国的“天主教徒遭受真正的苦痛”，怎样看都是不合适的。他还支持通过旨在使更多英国人获得选举权的改革法案。一名传记作家评论说：“像许多托利党人一样，他在心底里是个辉格党员”。 1829年，巴麥尊属于反对党时，天主教解放法案最终在议会通过，大改革法案在议会通过的时间是1832年。
1818年4月1日，有一名拿半工资的退休军官达维斯中尉（Lieutenant Davies），因为申请养老金的问题对陆军部不满，加之患有精神病，开枪击中了在陆军部阶梯上行走的巴麥尊。不过子弹只在他的背部擦过，造成轻微伤。巴麥尊得知达维斯有精神病之后，花钱帮他在法庭上作了辩护（达维斯后来被送入精神病院）。
利物浦伯爵逝世前，选择坎宁为新的首相，但托利党中更加保守的成员，包括罗伯特·皮尔，并不支持他。于是前内阁中偏自由主义的成员就和辉格党人联合组阁，并委任巴麥尊为财政大臣。巴麥尊接受了任命，但由于国王和约翰·查尔斯·赫里斯的阻挠，只得继续担任军务大臣一职，不过他得以首次进入内阁。坎宁政府仅四个月就因首相去世而终结，戈德里奇子爵组成了新政府，但也只刚刚维持到次年。
坎宁派人士仍保留有影响力，新组阁的威灵顿公爵加紧让巴麥尊、赫斯金森、查尔斯·格兰特、威廉·兰姆、以及达德利伯爵进入政府。但是，威灵顿和赫斯金森因为曼彻斯特和伯明翰地区议会代表的问题爆发争执，最终导致了赫斯金森及其支持者的辞职，包括巴麥尊在内。这样，1828年春，在政府中连续呆了二十多年的巴麥尊勋爵成为了反对派。

## 作为反对派：1828-1830

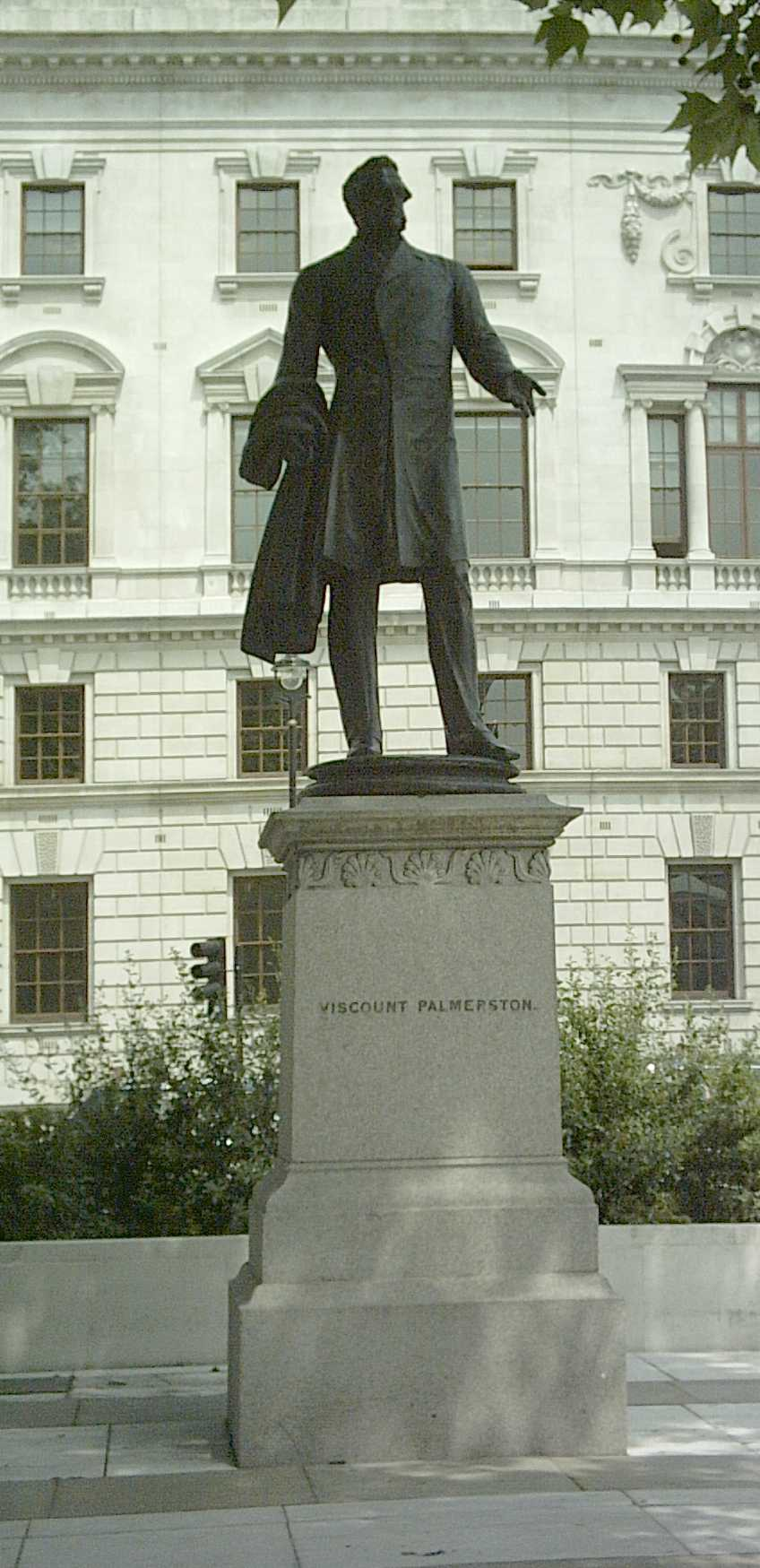
伦敦国会广场上的巴麥尊勋爵塑像

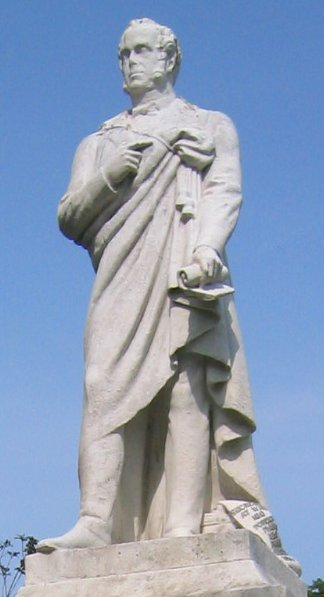
南安普顿的巴麥尊勋爵塑像

成为反对派后，巴麥尊显得密切关注外交政策。他强烈要求威灵顿积极干涉希腊独立战争，后来还多次访问巴黎，并精确地预见了波旁王朝即将覆灭。1829年6月1日，他发表了自己对外交问题的首次重要演说。
巴麥尊是个极优秀的演说家，他的语言组织相对不很深思熟虑，演讲姿态略微不够得体，但他一般都能在适当的时间用适当的词语表达适当的观点，能用最适合听众身份和性格的话语在下院发言。1830年9月威灵顿公爵曾劝巴麥尊重返内阁，但他表示若另两位著名的辉格党人，兰斯唐勋爵和格雷勋爵不加入，他也会拒绝加入。可以说，在1830年时，巴麥尊对党的忠心已经有了改变。

## 担任外交大臣：1830-1841

### 1830年对比利时外交
巴麦尊先后在1830-1834、1835-1841、1846-1851年间担任外交大臣，他精力旺盛地从事这项工作，继续发挥了二十年的影响力。在1830-1851年末这段时间内的法国、比利时革命时期，基本上都是巴麦尊在负责英国外交政策。这期间他展示了强硬的风格，人称“浮石勋爵”，在与反对他的外国政府打交道时，他独创了“炮舰外交”这一手段。
1830年革命动摇了欧洲各国自拿破仑战争结束后建立的体系，尼德兰联合王国因比利时革命而瓦解，葡萄牙王国陷入内战，一个小女孩即将继承西班牙的王位，波兰与沙俄爆发了战争（十一月起义），而北方诸列强（俄国、普鲁士、奥地利）则组成了紧密的联盟，被认为威胁到了欧洲的和平和自由。巴麦尊勋爵以他的气魄和决心正面以上种种困难，取得了显著的外交成果。
由于尼德兰威廉一世呼吁在拿破仑战争后协助他登上王位的列强保障他的权力，各国代表在伦敦举行了会议。英国提出的解决方案是让比利时独立，巴麦尊勋爵相信这样能尽量保证英国的安全，但事情并不简单。一方面北方列强极力想保护威廉一世，另一方面许多比利时革命者，如夏尔·德·布鲁塞尔和夏尔·罗日耶，支持比利时和法国合并。英国的政策是和法国维持紧密的联盟，但也要保证大陆上的力量平衡，特别是要保住比利时。如果北方列强用武力支援威廉一世，英国将和法国联手反击，要是法国试图和比利时合并，那么它会失去和英国的联盟关系，并遭到欧洲各国一致反对。最终英国的方案得以实施，在战争一触即发的形势下维护了和平，一名已故英国公主的丈夫，萨克森-科堡的利奥波德王子成为了比利时国王。

### 1830年代对法、西、葡诸国外交
两名年幼的女王，西班牙伊莎贝拉二世和葡萄牙玛丽亚二世分别在1833年和1834年成为了国家的代表，她们是两国立宪派的希望，但她们信奉专制主义的男亲属，也是继承顺序上排首位的男性，葡萄牙米格尔一世和西班牙的唐·卡洛斯（Don Carlos），对这两个位置多少造成一些压力。巴麦尊勋爵察觉到这点，并实行了一个计划，把西方的四个立宪国家组成联盟以抗衡北方列强的联盟，1834年4月22日，旨在让伊比利亚半岛达成和解的条约在伦敦签署，虽然西班牙的战乱仍持续了一段时间，但条约的目标还是达到了。
法国人对签署的条约并不满意，对履行条约的职责也不热心。路易·菲利普还被指责称在暗中支持唐·卡洛斯的追随者——而且他也拒绝直接干涉西班牙。后来巴麦尊勋爵对法王长期的个人敌意可能部分就因为法国朝廷在这方面的犹豫，虽然这种情绪可能在此前就有了。尽管巴麦尊勋爵在1834年6月记述说“巴黎是我外交政策的核心”，英法两国的分歧还是导致了长久而无结果的对抗，对双方都无益。

### 1830年代对巴尔干和近东地区的外交，保护土耳其，鴉片戰爭
巴麦尊勋爵对东欧的外交问题抱有浓厚的兴趣。希臘獨立戰爭中他积极支持希腊人的理想，支持给希腊人独立的《君士坦丁堡条约》。但到了1830年，保护奥斯曼帝国成为了他的一个重要目标，他相信土耳其终会复兴。他在给布尔沃（Lord Dalling）的信中写道：“我们所听到的那些，关于土耳其帝国的腐朽，说它只是个死尸或者枯树的话，等等，都是彻头彻尾地胡说八道。”他有两个目标，一是防止俄国人控制博斯普鲁斯海峡，再是防止法国人在尼罗河一带立足。他认为应维持奥斯曼帝国宫廷的权威，以作为上述两国行动的主要障碍。

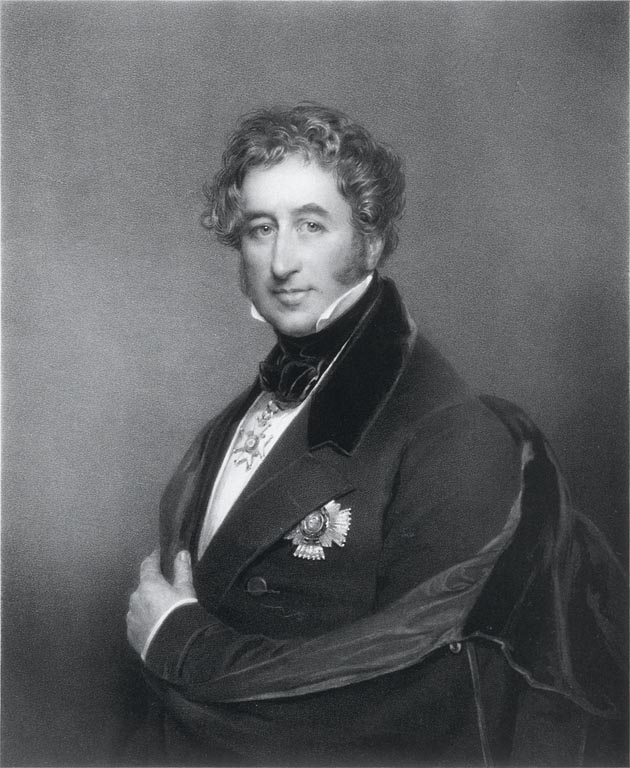
1830-1840年间的巴麥尊

巴麦尊勋爵长久以来都猜疑、敌视俄国。俄罗斯的独裁专制政体与他的自由理念格格不入，而俄国的不断扩张又对大英帝国的实力造成挑战。1833年俄土达成的互助条约让他恼怒，他也对Vixen affair的始作俑者，俄国负责封锁切尔卡斯亚的大卫·欧科华感到不满，怀有敌意。
尽管巴麦尊已经名声在外，但1831年土耳其苏丹受到埃及帕夏穆罕默德·阿里的威胁时，他对于是否提供帮助犹豫不决。见到俄国的成功后，他于1833年和1835年做出了提供物质援助的提案，但被内阁驳回。巴麦尊认为“如果我们五大国联手为其提供十年的和平环境，而该帝国又能利用这十年重整内部体系，那么它没理由不会再次成为一支值得尊敬的力量。”当时有观点认为，根据其他的古老国家来看，土耳其也会一样的“年久失修”，巴麦尊对此也提出了异议，他说：“人类一半以上的错误结论都是由于错误的比较造成的，一般性的相同点或者幻想出来的相似之处被套用在了真实的个体上。”当阿里威胁到奥斯曼王朝的生存，尤其是苏丹在1839年7月1日病逝后，巴麦尊成功的让诸大国于7月27日签署了联合照会，宣告维护土耳其帝国的独立和完整以保障欧洲的和平安全。但1840年阿里又占领了叙利亚并在尼悉战役中打败土耳其军队。英国驻君士坦丁堡大使庞森比勋爵极力主张英国政府进行干涉。而法国尽管签署了联合照会，但由于和帕夏政权发展了更紧密的关系，拒绝参与对阿里采取高压手段。
因法国的对埃及政策而恼怒的巴麦尊勋爵在1840年7月15日与奥、俄、普三国签署了《伦敦协定》，却没有通知法国政府。英国人对是否这样做很是犹豫，内阁的部分成员对此也有强烈反对，但巴麦尊勋爵最终强制推行了这个办法，部分是由于他向首相墨尔本勋爵去信，称若不采纳这一主张他就要辞职。
《伦敦协定》同意穆罕默德·阿里为埃及的世袭统治者，同时要求他从叙利亚和黎巴嫩撤军，阿里拒绝了。欧洲列强发动武装干涉，炮击贝鲁特，夺取阿卡，阿里的势力很快就崩溃了。巴麦尊勋爵的手段取得了成功，他也因此名声大噪，被誉为当时最强有力的政治家之一。
在地中海东岸与俄国争斗的同时，英国又参与了阿富汗的事务，以将势力扩展到中亚。1840年(清道光二十年)2月20日，英國政府向清政府發出《巴麥尊子爵致中國皇帝欽命宰相書》，這是研究鴉片戰爭的重要外交文獻，清政府拒絕此最後通牒，爆发了鸦片战争。
巴麦尊勋爵在上述行动中表现出了极大的爱国热情和干劲，这使他在广大群众中极受欢迎，但在女王和议会中的保守派看来，充满激情、言语傲慢、习惯于照个人好恶行事的他很可能会给国家稳定造成危害。

## 婚姻
1839年，巴麦尊娶了他交往多年的情妇，著名的辉格党人，墨尔本勋爵之妹，刚失去丈夫的艾米丽·兰姆。他们婚后没有子女，不过传说后来成为沙夫茨伯里伯爵夫人的艾米丽·考珀女士其实就是巴麦尊的亲生女儿。

## 作为反对派：1841-1846
墨尔本勋爵的执政在不久后结束了（1841年），之后巴麦尊离开政府部门五年之久。英法之间的危机也过去了，两国政局发生变动，英国人用阿伯丁勋爵做新的外交大臣，法国也用弗朗索瓦·基佐换下了阿道夫·梯也尔，这对世界和平来说是个好事。在巴麦尊看来，与法国的和平并不可靠，英法迟早都要有一战。阿伯丁和基佐开展了新的政策，他们通过互信和友好互助，完全恢复了两国政府间友好的信任和理解，巴麦尊勋爵引发的矛盾逐渐消退。在罗伯特·皮尔执政时期，巴麦尊勋爵过着退休般的日子，但和美国的《韦伯斯特－阿什伯顿条约》签署后，他仍用自己独特的尖刻语气表达了强烈的反对。1842年的这份条约解决了英美在加拿大几个地区的边界争端，主要是新不伦瑞克和缅因州的交界，以及明尼苏达州在苏必利尔湖和森林湖一带与加拿大的交界。虽然巴麦尊对该条约持批评态度，但条约实际上成功解决了巴麦尊长久以来关心的若干问题。
由于巴麦尊勋爵干涉主义者的名声，加上不受女王和其他辉格党要人的青睐，当约翰·罗素勋爵在1845年底组建内阁时，就因为格雷勋爵拒绝加入一个会再次由巴麦尊掌控外交事务的政府而失败。不过问题在几个月后得到克服，辉格党重掌权力，巴麦尊也回到了外交部（1846年7月），罗素做出保证说要对他的行为作出严格控制。但没过多少天，人们就发现这根本就是个不切实际的期望。

## 重任外交大臣：1846-1851

### 法国和西班牙的问题

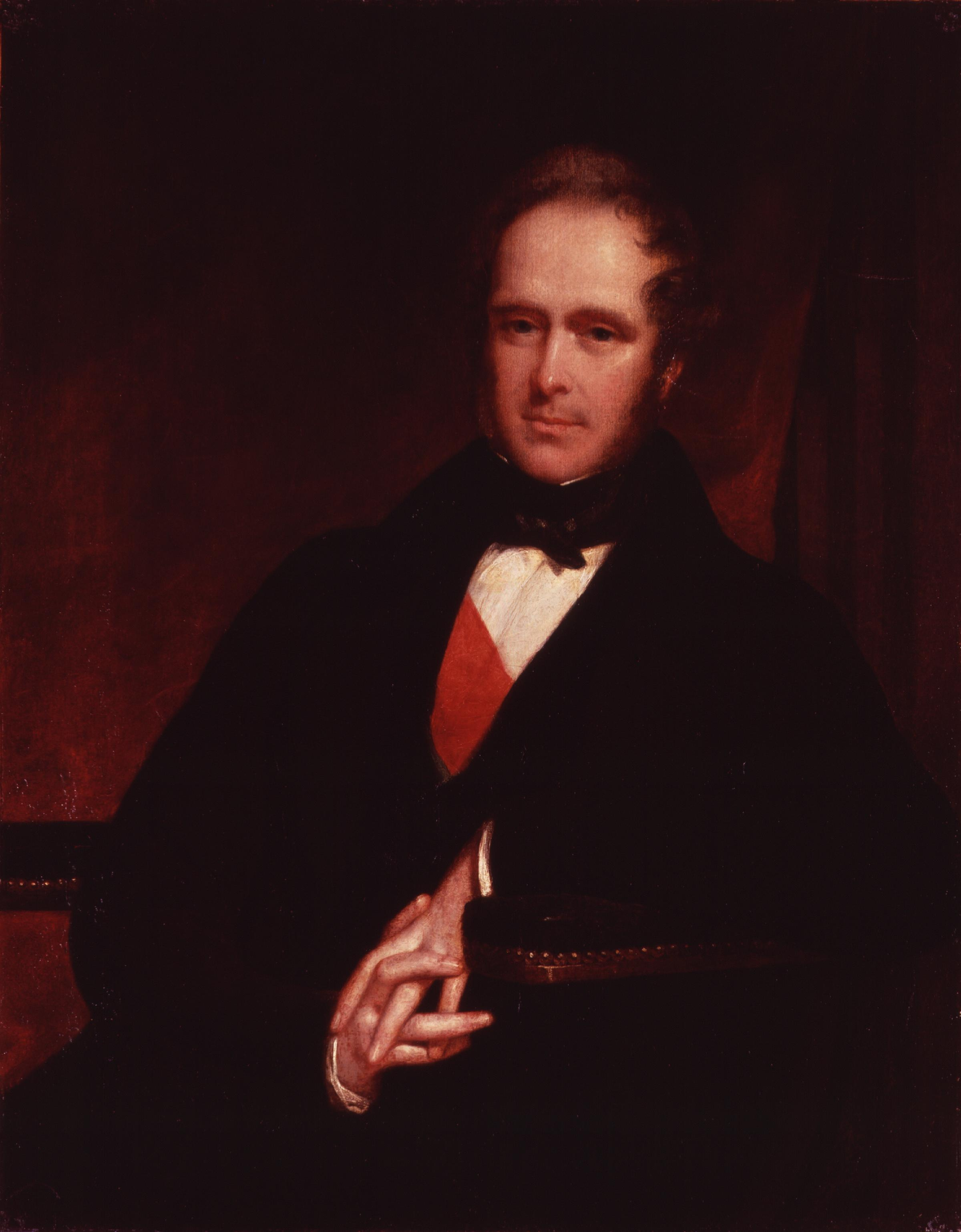
巴麦尊勋爵像，由约翰·帕特里奇绘于约1844年。

法国政府把巴麦尊的上任视为某种新的带有敌意的信号。巴麦尊在一封急件里提到了一个科堡王子（Coburg prince）的名字，认为他可以作为西班牙年轻女王丈夫的候选者之一，法国人抓住这个宣布不再遵守基佐和阿伯丁勋爵达成的约定。虽然法国人在西班牙女王婚姻问题上的举动绝非没有自身的考量，但可以肯定，把巴麦尊看作一个狡猾而不安宁的敌人，是他们行动的导火索。不管是重提《乌得勒支和约》，还是求助于欧洲其他国家，英国大臣们都未能挫败法国对西班牙王室婚姻的干预。法国人赢了这一场，但声誉也严重受损。

### 支持海外革命
1848年，欧洲被革命的火焰吞没了，除俄罗斯、西班牙、比利时外，整个大陆上君王的统治都受到动摇。巴麦尊勋爵被认为是公开同情海外的革命党，尤其因为他强烈鼓吹民族自决，并坚定地声援大陆上的立宪派自由党。

### 对爱尔兰的态度
虽然巴麦尊支持欧洲各地的起义斗争，但他激烈地反对1848年发生在他家乡爱尔兰的青年爱尔兰党暴动。在1840年代后期的爱尔兰大饥荒中，他也没有运用自己在内阁的强大影响力来为饥民提供救助。尽管他的一个庄园所在地斯莱戈郡就是受爱尔兰饥荒影响最严重的地区之一。

### 意大利独立运动
巴麦尊最厌恶的国家非奥地利莫属，不过他反对奥地利主要是因为其占据意大利东北部以及该国的意大利政策。他也表示奥地利作为阿尔卑斯山北的强大势力而存在，是欧洲秩序的一个基本要素。他的政治观点常被自己个人的同情或厌恶感所左右，意大利独立运动引发了他的热烈同情。他支持西西里岛对抗那不勒斯王，甚至允许为之供应伍利奇兵工厂（Arsenal at Woolwich）的武器。虽然他遏制了撒丁国王对奥地利强大兵力的轻率攻击，但也帮他减少了战败的赔款。被革命形势震惊的奥地利派使节到伦敦，请求英国的斡旋，但要求割占大片意大利的土地，巴麦尊勋爵拒绝迫使撒丁王国接受这些条件。两年后革命的浪潮遭到反击而消退。

### 匈牙利独立运动
匈牙利的内战震动了维也纳的大门，但由于俄国的干涉而告终。施瓦岑贝格亲王控制了奥地利政府，独揽大权。匈牙利民主主义者，立宪派领袖科苏特·拉约什流亡英国后，巴麦尊提议在先前仅供内阁进行强制性投票的布罗德兰兹府邸接见他。尽管巴麦尊称自己做了审慎明智的处理，但对于他所声援、称赞的斗争，他无法给出多少物质上的支持，最终各地的反抗都被镇压。英国政府，或者说它的代表巴麦尊勋爵，还遭到了欧洲各国的猜疑和怨恨，只有共和法国除外，而且后者在巴麦尊攻击希腊的事件上也短暂的疏远了英国。

### 波兰起义
尽管巴麦尊有着“波兰保护者”的称号，当波兰民族主义者起来斗争的时候，他对独立运动的激情好像已经消退了。波兰起义于1830年11月28日在华沙爆发，亦是说，当巴麦尊开始在辉格党首相查尔斯·格雷的内阁中担任外交大臣时，起义已进行了约一个月。波兰之前已被普、奥、俄三国瓜分，华沙处在俄国的控制之下。1831年2月上旬，11.5万俄军攻入“波兰省”镇压起义。波兰抵抗军在什托采克首战告捷，但终究无力阻挡俄军进攻华沙。波兰十一月起义坚持到1831年11月5日，最后2万波军向布罗德尼察的普鲁士人投降。然而，在整个起义过程中，巴麦尊勋爵几乎都没有就波兰的事态表示看法。1831年8月8日，一名下院议员亨利·杭特（Henry Hunt）提交请愿书，要求支持波兰起义，并把对波兰起义无所作为的巴麦尊勋爵解职。在当天的下院辩论中，另一名议员约瑟夫·休谟（Joseph Hume）也宣称巴麦尊勋爵对此的沉默是为了“避免帮助波兰人，以便他们继续受俄国人的摆布。”
面对这样的抨击，巴麦尊勋爵最终打破了沉默。但他的表态并不能给波兰人以鼓舞。他说：“任何已签署的条约所规定的义务，政府在任何时候都应给予考虑。”还说：“俄国对波兰领土的主张是基于《1815年维也纳条约》的。”他无视俄国取得波兰土地是需要以沙皇遵守波兰宪法为前提的，当被人指出时巴麦尊索性称“就事实来说，本国（英格兰）是《维也纳条约》的签字国，并不等同于我们就要确保俄国不违背条约。”他的意思貌似就是说“保障一份条约”和保障条约的执行不是一码事。

### 1850年唐·帕西菲科事件，议会和女王的态度
1847年，一名直布罗陀商人唐·帕西菲科在希腊雅典的住所被一伙反犹暴徒袭击，暴徒中包括了希腊大臣的儿子，希腊警方也只是作壁上观，没有干预。由于唐·帕西菲科是英国公民，英国政府表示了关切。1850 年1月巴麦尊利用唐·帕西菲向希腊政府的索赔要求，封锁了希腊王国比雷埃夫斯港。由于希腊是处于三大列强联合保护之下，英国军舰的高压行为遭到了俄国和法国的抗议。
在一次值得记录的辩论后（6月17日），上院投票谴责了巴麦尊勋爵的政策。但罗巴克（Roebuck）推动下院撤销这一指责，并于6月29日以46票的优势通过。此前，巴麦尊在6月25日对议会发表演说，这是他最雄辩有力的一次发言，不止为他因唐·帕西菲科向希腊政府索赔的做法，也为他的所有实施的外交事务进行辩护。
在这次长达五小时的演说中，巴麦尊讲出了那个著名的宣言，即任何地方的英国臣民都应受到英国政府强大力量的保护，避免遭到不公平和错误的对待，他把大英帝国和罗马帝国作对比，因为罗马的公民就可以保证身处国外时不受他国的妨碍。这就是著名的《我是罗马公民》的演说。这之后巴麦尊的声望达到了巅峰。
然而，尽管在议会中取得胜利，但巴麦尊很多同事和支持者也不赞同国家从事外交关系的方式。同年，女王和首相谈话的备忘录中记载了女王对巴麦尊回避向王室呈交方案以待批准的义务的不满，这份备忘录被传达给巴麦尊，后者接受了批评。
1851年12月2日，路易·拿破仑——在1848年当选为法国总统——发动政变，解散国民大会，逮捕共和主义者的领袖。巴麦尊私下向他表示祝贺，他注意到英国的宪法已经在历史中根深蒂固，而法国自1789年就爆发了五次革命，1850的法国宪法也成了“马拉斯特（Marrast ）和托克维尔这几个没头脑的家伙先前发明的让法国人痛苦和困惑的蠢东西”。不过内阁决定英国必须恪守中立，巴麦尊也因此要求下属对政变采取中立姿态。但阿尔伯特亲王后来了解到巴麦尊对政变的好感，女王也得知了巴麦尊未经向她报告就擅自给对方发信，虽然巴麦尊反驳说里面只不过是他的个人看法，维多利亚女王还是下令首相将他免官，于是巴麦尊识时务地辞了职。

## 担任内政大臣：1852-1855
在保守党少数派短暂的执政之后，阿伯丁伯爵首相组成了一个辉格党和皮尔党（Peelites）人的联合政府（罗素成为了外交大臣和下议院领袖）。由于没有巴麦尊他们无法组成政府，因此1852年12月，巴麦尊当上了新政府的内政大臣。很多人认为这项任命很古怪，因为巴麦尊勋爵的专长明显是外交事务。有一个传说指在北英格兰的一次大规模罢工后，女王召来巴麦尊商讨形势，在问道最近的情况时，据说巴麦尊这样回答：“目前没有确切的消息，陛下，但好像土耳其人已经确实跨过多瑙河了”。

### 社会改革
巴麦尊批准了1853年工厂法案，补上了先前工厂法案中的漏洞，宣布在晚六点到凌晨六点之间使用童工为违法行为。他还试图批准一个法案保证工人有组织社团的权力，但未在上院通过。他推行《实物工资法》禁止雇主给工人发放实物代替工资，以及强迫工人在雇主开设的商店中购物。1853年8月，针对工业革命造成的煤烟问题，巴麦尊推出了消烟法案（Smoke Abatement Act）。他还劝服政府支持一名下院议员提出的1853年牛痘法案，督促其得到通过成为法律。该法案首次认定给儿童种牛痘是一项义务。针对当时的豪门家族延续祖先的做法在教堂中埋葬死者的行为，巴麦尊基于公众健康宣布这种做法非法，并强调死者都应葬公墓或教堂毗邻的院落中。

### 刑法改革
巴麦尊将囚犯可以被单独囚禁的时间的上限从十八个月降低到九个月，他还批准了1853年苦役法案，停止将囚犯流放到万迪门兰，同时还减轻了许多罪行的最高刑罚。他批准了1854年感化院法案，使内政大臣有权力把少年犯送往感化院而非投入监狱，其后迫于压力他通过了一条修正案，规定上述犯人必须至少先在监狱中住满三个月。1854年10月，巴麦尊视察帕克赫斯特监狱并会见了三名少年犯，对方的举止给他留下了深刻印象，随后他下令将三人送往感化院。他还发现囚室通风条件很差，并责令狱方改正。

### 选举改革
巴麦尊强烈地反对约翰·罗素勋爵给予城市劳工选举权的打算。1853年12月内阁同意在下次议会开会时通过一项法案，满足罗素的要求，巴麦尊勋爵随即宣布辞职。但阿伯丁告诉他并没有关于改革的明确决议，劝他继续任职。当年选举改革法案未能在议会通过。

### 克里米亞戰爭
由于巴麦尊勋爵被排除在外交部这个他的传统领域之外，也就意味着在克里木战争的导火索事件里他不能完全掌控英国对外政策。传记作家贾斯帕·黎德利认为，如果当时英国外交政策在巴麦尊的掌握之下，克里米亞戰爭就可以避免。当1853年2月俄国军队聚集在奥斯曼帝国边境上时，巴麦尊向内阁建议，让英国海军会合达达尼尔海峡一带的法国舰队，作为给俄国的警告，但遭到拒绝。
1853年5月，俄国向奥斯曼苏丹发出威胁，称不满足他们的条件就要进攻瓦拉几亚和摩尔达维亚两个公国。巴麦尊勋爵主张立即采取果断行动，把英国海军开到达达尼尔以协助土耳其海军，警告俄国人若侵入二公国就要面临和英国的战争。但阿伯丁勋爵回绝了巴麦尊勋爵的所有建议，经过漫长的讨论后，阿伯丁勋爵勉强同意调一支舰队去达达尼尔但仍拒绝其他建议。英国的行动激怒了俄国沙皇但却不足以威慑到他。英舰抵达达达尼尔时的天气十分恶劣，只好到海峡中避风。俄国宣布英方举动破坏了1841年海峡公约，并侵入两个公国。巴麦尊勋爵认为这是英方表现软弱的结果，他表示若事先警告俄国人，一旦入侵两公国，英法舰队就会开进博斯普鲁斯海峡乃至黑海，俄国人就会退却。巴麦尊在内阁中强调要对俄国发动强有力的战争，但想要和平的阿伯丁勋爵拒绝了。一般大众多站在土耳其人一边，阿伯丁也越来越不受欢迎。1854年2月，达德利·斯图亚特勋爵记载道：“不管我走到哪，在这件事上我都只听到一个声音，这声音只有一个单词或说一个名字——巴麦尊。”
1854年3月28日，由于俄国拒绝从两个公国撤军，英法对俄宣战。1854-1855年的冬天里，攻打塞瓦斯托波尔的英军承受着恶劣的环境和军事上的挫败。英国国内弥漫着愤怒的情绪，因为在下院关于这件事的投票中失败，阿伯丁不得不设立了一个议会调查委员会调查战争的指挥问题，他的政府也因这次投票而辞职。维多利亚女王不愿让巴麦尊勋爵组织政府，于是她要求德比勋爵出任首相。德比邀请巴麦尊担任陆军大臣，巴麦尊表示只要克拉伦登留任外交大臣就接受任命，但克拉伦登拒绝，巴麦尊也就没有接受。结果德比放弃组阁，女王又召来兰斯唐但后者年纪太大已无法奉命，女王再度选择罗素，但除巴麦尊外，罗素先前的同僚均不愿在他手下任职。在已没有其他人选的情况下，1855年2月4日，女王在白金汉宫召见巴麦尊勋爵，命他组织新政府。

## 担任首相：1855-1858
1855年3月，沙皇尼古拉一世驾崩，即位的是他希望和平的儿子亚历山大二世。然而，巴麦尊勋爵认为和谈条件对俄国太宽松了，因此劝拿破仑三世中断和谈。他笃信英国定能打下塞瓦斯托波尔，从而获得谈判桌上的优势。英国人在凸角堡前伤亡惨重，但随着法国人于9月占领了马拉科夫，塞瓦斯托波尔守军投降。1856年2月27日，双方休战，经过持续一个月的巴黎和谈，各国达成了协议。巴麦尊勋爵将黑海非军事化的要求得到满足，但未能让俄国向土耳其交还克里木半岛。1856年3月30日，和约签署。4月，维多利亚女王授予巴麦尊勋爵嘉德勋章。

### 亚罗号事件与第二次鸦片战争
1856年10月，一条名为亚罗号的海盗船被中国人扣留。该船为一个中国海盗所有，曾于两年前向英国政府注册，有一个挂名的英籍船长，船员都是中国人。中国巡河水师在中国领水上拦截了该船，拉下了船上的英国国旗。中国籍船员都被逮捕但英籍船长被释放。英国驻广州领事巴夏礼宣称中国人侮辱了英国国旗，发出抗议，要求中方道歉。两广总督叶名琛拒绝，并查出亚罗号登记的执照在三星期前就已到期，因此无权悬挂英国国旗，也不再受国际法的保护。然而，巴夏礼为了保全颜面，拒绝让步，他无视国际公约，反而宣称中国人在行动前对该船并非英国船的事实并不知情。巴夏礼派出舰队轰击叶名琛的住所，导致大片城区被毁，以及大量的伤亡。作为回应，叶名琛发布公告，号召广州人民联合起来消灭“英夷”，悬赏要英国人的人头，城外英国人居住的洋行也被烧为平地。
当消息传到英国，许多内阁大臣都认为巴夏礼的做法不管在法律上还是道义上都属错误，总检察长也认定他无疑触犯了国际法。然而，巴麦尊勋爵却庇护巴夏礼，表示下属的行动不应受到事后批评。在接下来的议会辩论中，下议院的理查德·科步登（Richard Cobden）和格莱斯顿等人从道德的立场上激烈抨击政府的对策。辩论持续到第四天时（1857年3月3日），巴麦尊勋爵开始攻击科步登和他的言论充满了“反英国的感情，简直是自己放弃了对自己祖国和同胞的羁绊，我从未想到议会中会有人说出这样的话，什么都是英国人的错，和英国为敌做什么都是对的。”他进一步宣称，若谴责英方做法的提议得到通过，就表示议会投票“抛弃掉了地球另一端的众多英国臣民，把他们交给一伙野蛮人——一伙惯于绑架、谋杀、投毒的野蛮人。”该提议以六票的优势获得通过后，巴麦尊勋爵随即要求女王解散议会重新选举，他的要求得到满足。在国际上，中英之间的危机愈演愈烈，在第二次鸦片战争时达到顶点。
巴麦尊勋爵的立场在国内极受欢迎，自1835年起他所在的党派就一直属于国会的第一大党。科步登等人则丢掉了议员身份。关于这次选举，沙夫茨伯里勋爵这样写道：
（巴麦尊）的受欢迎程度十分惊人——说起来都怪，整个事态都围绕他的名字来转动，看起来都没用什么策略、主义、口号之类的来影响人心以决定选举；仅仅是简单的“你以前支持巴麦尊吗，不支持吗？现在你支持吗，不支持吗？”

### 辞职

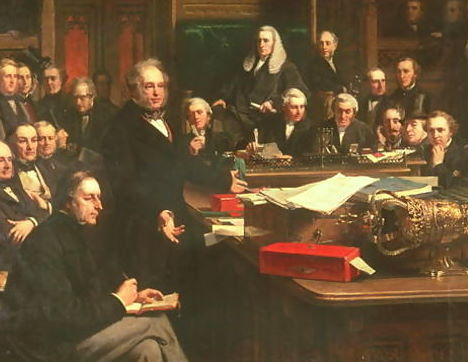
1860年2月，巴麦尊在下议院关于和法国签订条约的辩论中发言

此次选举后，巴麦尊勋爵批准了1857年婚姻法案，首次允许世俗法庭做出离婚判决，并取消了宗教法庭做出离婚判决的权限。反对该法案的议员中包括试图用冗长演说来阻挡法案通过的格莱斯顿，这是英国历史上的首次。但巴麦尊还是决定要让法案通过，并且做到了。
这年6月，印度人民发动起义，攻击当地英国人的消息传来，巴麦尊勋爵派科林·坎贝尔带援兵赶往印度。他还同意把英国东印度公司的权力收归国有，这在1858年印度政府法案中获得通过。
一名意大利共和主义者菲利斯·奥西尼被发现试图用英国造的炸弹暗杀法国皇帝，激起了法国人的愤怒。巴麦尊勋爵提出了一项谋杀法案，要求将在英国策划谋杀他国居民的行动定为重罪。保守党在议会一读时投票支持，但二读时他们投了反对票。巴麦尊勋爵的议案以十九票之差未获通过，于是在1858年2月，他被迫辞职。

## 作为反对派：1858-1859
虽然如此，但保守党无法在议会中占到多数，当罗素于1859年3月提出一项要求放宽选举权的议案时，尽管保守党表示反对，议案还是获得通过。议会解散并重新进行选举，辉格党获胜。巴麦尊拒绝迪斯雷利要他担任保守党领袖的建议，却在1859年6月6日参加了在圣詹姆斯街举行的会议，会上成立了自由党。女王要求格兰维尔勋爵组织政府，虽然巴麦尊愿意协助他，罗素却拒绝了。因此6月12日女王再度任命巴麦尊勋爵为首相，罗素和格莱斯顿都同意为他效力。

## 再任首相，1859-1865
在巴麦尊的后一个首相任期内有一些重要法律获得通过。1861年人身伤害法案对法律做出了改革和系统的编纂，这是当时刑法合并过程的一部分。1862年公司法案则奠定了现代公司法的基础。
一些同时代的人认为巴麦尊是一个好色之徒。《泰晤士报》把他称为“丘比特勋爵（因为他外表显年轻）”。在1863年的一场离婚案中，79岁的巴麦尊还成了共同被告，不过最后发现这只是一次讹诈行为。

### 与格莱斯顿的关系
尽管巴麦尊和威廉·格莱斯顿对彼此保持着绅士般的风度，但他们在宗教、外交、国防和改革等方面都有着根本分歧。如何管好自己的财政大臣成了巴麦尊后一首相任期的头等大事。威廉 乔治議員曾听某内阁成员谈道“每次开会时或是假期一结束，格莱斯顿先生就要开始喋喋不休地谈论起关于各种改革的各种方案，在他看来这些都绝对有必要立即执行。巴麦尊则会盯着面前的纸张一言不发，直到格莱斯顿的长篇大论告一段落。然后他会敲着桌子，微笑地说：‘各位大人、各位绅士，干正事了。’”巴麦尊曾对沙夫茨伯里勋爵说：“格莱斯顿就快如愿了，只要他取代了我的位置，我们就要有怪事情做了。”他还对另一个朋友说，他认为格莱斯顿会毁掉自由党，把它搞成一个疯人院。
1864年5月，议员艾德华·拜因向议会提出了一份改革议案，巴麦尊要格莱斯顿在答复时不得以他自己或政府的名义为个别改革方案做出承诺。而格莱斯顿在自己的发言中向议会宣称，他不明白为何一个精神健全的男子会不应有参与投票的权利，但表示要到劳工阶层也希望改革后改革才会进行。巴麦尊相信这是在煽动劳工阶层起来要求改革，并告诉格莱斯顿：“不管是谁有权利做什么事，都得公正的法律和良好的管理下进行，那些想要改变的人首先得证明现行组织体系还达不到这点。”

### 国防
法国对意大利的干涉引发英国人对于可能遭受入侵的担忧，巴麦尊勋爵于1860年设立了一个皇家国防委员会，该委员会建议修建大量要塞以保护英军造船厂，巴麦尊强烈支持该建议。由于耗资巨大，格莱斯顿表示反对，还威胁说若是接受该建议他就要辞去财政大臣的职位。巴麦尊曾说他从格莱斯顿那里收到了非常多的辞职信，他担心烟囱都会被烧燃了。

### 美国内战
在美国内战中巴麦尊勋爵同情的是南方蓄奴州的分离主义者。尽管他曾公开表态反对贩卖奴隶和奴隶制度，但他对美国政权也有着持续一生的深切敌意，他相信美国会因分裂而削弱（相对地英国实力就增强了）而且南部邦联“可以为英国商品提供有利可图的广大市场”。
内战初期，英国于1861年5月13日发表了中立声明。巴麦尊勋爵决定把南部邦联看作一个交战国，并接待了对方非官方的代表（不过他拒绝将其视为主权国家，因为那样为时过早）。美国国务卿威廉·苏厄德威胁说，任何把南方分离主义分子视为“交战国”的国家都会被当做美国的敌人。巴麦尊勋爵认为北部可能和南部停火，转而入侵加拿大，因此向加拿大增兵。他得知南部邦联在1861年7月的牛奔河战役中取胜时，感到非常欣喜，然而15个月后他写道：“美国的战争……显然要终结了，除了未能摆脱上千的爱尔兰人和日耳曼人，北方显然完成了他们所有的目标。但有一点必须要承认，处于战争双方的盎格鲁撒克逊民族都展现了他们的勇气和耐力，对得起他们的血统。”
1861年11月发生了特伦特号邮轮事件，一艘美舰拦截了英国轮船特伦特号，带走了两名试图前往欧洲的邦联使者。巴麦尊声称这一行动“是公然的，恶劣的侮辱”。他要求美方释放两名外交官，并派三千士兵进驻加拿大。1861年12月5日，巴麦尊在给维多利亚女王的信中写道“对于要给美国人一个沉重打击来说，大不列颠现在的形势好过以往任何时候，足以给他们上一课让他们不至于很快忘掉。”次日，在另一封给外交大臣的信中，他还预言了英美之间的战争：
很难不得出以下结论，即那些几乎控制着所有北方报纸的流亡爱尔兰人，会因为他们对英国的强烈憎恨而去影响平民大众，最终使林肯和苏厄德无法同意我们的要求。由此我们必须准备迎接可能发生的战争。
然而，美国领导人决定释放二人以避免战争的风险。巴麦尊勋爵相信，那些派往加拿大的部队在其中起了很大作用。
1862年9月南方军在安提塔姆之战中失败，北方随后公布了《解放奴隶宣言》，此后巴麦尊谢绝了拿破仑三世让英法二国承认南部邦联政府的建议。巴麦尊还抵制了后来所有试图让英政府承认邦联的活动，因为他感到战争形势并不允许那么做。最后北方的优势越来越明显，南部邦联在1865年被彻底击败。

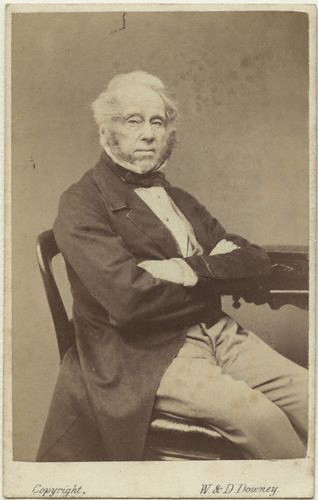
1863年的巴麦尊。

另一件让巴麦尊头疼的事是建造于英国伯肯海德的邦联袭击舰亚拉巴马号，1862年7月29日，一名法律人士在报告中向他建议扣留亚拉巴马号，因为为邦联建造该船破坏了英国的中立性。此外，美国南部棉花供应的中断开始影响到英国北部工业区，英国一般群众对南部邦联的感情也趋于冷淡。
于是巴麦尊勋爵在7月31日下令扣住亚拉巴马号，但命令传到伯肯海德之前该船就已经出海。亚拉巴马号此后俘获、摧毁了很多美国北方的商船，其他几艘同样在英国建造的邦联袭击舰也一样（不过它们都是在离开英国之后才安装武器的）。
美国人指控英国和南部邦联在这次事件中串通一气，战后，美国就亚拉巴马号造成的损失向英国索赔。巴麦尊勋爵拒绝赔偿，也拒绝国际仲裁。但他去世后，格莱斯顿承认了美国的主张，接受国际仲裁，最后赔偿了美国1550万美元。

### 赢得大选
巴麦尊勋爵在1865年7月的大选中再度获胜，他的党派占有了更多的席位。他本人的领导力成了自由党优越的选举资产。此后他着手对付爱尔兰的芬尼亚暴动，下令爱尔兰总督沃德豪斯勋爵采取对应措施，若有必要可以暂停陪审团制度，还要监视在爱尔兰活动的美国人。他坚信这次事件是美国人引发的。1865年9月27日，他在给陆军部的信件中写道：
美国人以芬尼亚主义为名对爱尔兰的攻击现在可能已经被击败了，但那毒蛇只受了些伤，没有死。美国的阴谋家很可能会来夺取我们在北美的省份，以弥补他们在爱尔兰的失败。
巴麦尊建议运送更多武器到加拿大，并派更多士兵控制爱尔兰。在他生命的最后几个星期里，他反复思量了外交上的新动向，构思和法国建立一种新型的友好关系，“一种初步的防务联盟”，以对抗美国。他还预见到普鲁士会更加强大，并能够平衡来自俄国日益增长的威胁。他在给罗素的信中警告他留意俄国“会在一段时间后成为和古罗马帝国一样兴盛的国家……德国必须要有足够的实力，以对抗俄国的侵略。”

## 去世
巴麦尊勋爵在1865年10月12日那天受了风寒，但他没有立即上床休息，而是拖延了一个半小时，此后他发起了高烧。他的病情在平稳了几天后于10月17日夜开始恶化，医生问他是否相信耶稣会让世界重生，他答道：“哦，当然的。”他最后的遗言是“那是第98条，现在继续”（他在思考外交条约）。据另一个可信度不高的版本，他的遗言是“亲爱的医生，我最后要做的事就是‘死’了”。他的去世时间是1865年10月18日星期三早上10:45，此时距他的81岁生日只有两天。尽管巴麦尊的遗愿是葬于拉姆齐修道院，但内阁坚持在10月27日为他举行了国葬，将他安葬在了威斯敏斯特修道院。他是英国第四位并非皇室成员却获得国葬礼遇的人（前三位是艾萨克·牛顿、纳尔逊、以及威灵顿公爵）。
维多利亚女王在巴麦尊去世后记述说，虽然她对他的离去表示遗憾，但从未曾喜欢或是尊敬过他。“那个强壮、果断、满怀抱负的人——走了！想起来有种严肃而怪异的感觉，他总是让我们苦恼烦扰，虽然作为首相他干得"非常好"”。弗罗伦斯·南丁格尔在得知他的死讯后有着截然不同的看法：“他的离去是我们的重大损失，虽然别人要他‘做正确的事’时，他开了玩笑，但他从来都是做到了的。没有任何人能像他那样掌控内阁，我们失去了一个有力的保护者……他比他表现出来的还要诚挚。他对他自己并不公平”。

## 影响
1886年罗斯伯里勋爵在格莱斯顿的政府中就任外交大臣，约翰·布莱特问他是否读过巴麦尊任外相时的政策。罗斯伯里回答是。于是布莱特说：“那么你就知道要避免做什么了。完全做和他相反的事吧，他对外交部的掌控简直是长期的犯罪。”
而1892年洛恩侯爵（Marquis of Lorne）则评价巴麦尊说：“他爱他的国家，国家也爱他。他是为国家的荣誉和生活，国家也珍视他的英名。”
巴麦尊的爱国情操尤为有名。约翰·罗素勋爵曾说：“他的心脏永远为英格兰的荣耀而搏动。”1889年格莱斯顿曾对伦德尔勋爵提起一件事“曾有一个法国人试图恭维他，说：‘如果我不是法国人，那么我就希望能做一个英国人。’巴麦尊冷冷地答道：‘如果我不是英国人，我仍希望做一个英国人。’”巴麦尊外交政策的核心目标就是促进英国的国家利益。当1930年代温斯顿·丘吉尔发起重整军备的活动时，他被人比作是警告国家重视防务的巴麦尊。有感于当时的绥靖主义，扬·史末资将军在1936年写道：“我们连自己的影子都要怕。有时候我很渴望出一个像巴麦尊那样的狠人，除了满腔陈词滥调和道歉之外还能做些别的。”
巴麦尊还是一个公开的废奴主义者，设法废除奴隶贸易是他的外交政策中最稳定的思想之一。他对奴隶贸易的敌视导致了英国和美国及南部邦联间关系的紧张，因为他坚持认为英国海军有权搜查任何被怀疑参与奴隶贩卖的船只，无论该船属于哪国。不过他私底下对待他在爱尔兰田庄里的佃户的态度与这个公众形象并不一致。
巴麦尊勋爵对政事随随便便的态度也为人所熟知。据说他曾提到一个关于石勒苏益格-荷尔斯泰因的棘手问题，并说曾经理解这件事的人只有三个：一是阿尔伯特亲王，已经死了；二是德国的一个教授，已经精神失常；三就是他自己，但他忘了是怎么回事了。
达令勋爵曾为巴麦尊勋爵1847年前的生平作传，1870年时他完成了前两卷，第三卷在他去世时尚未编纂完成，后来在1874年由伊夫利·阿什利补充整理。1876年阿什利新增了两卷，完成了整部传记。1879年，经由阿什利修订并略有删节的传记出版，题名为《巴麦尊子爵亨利·约翰·坦普尔的生平和书信》，书信有些适当的删节，但遗憾的是没有指出删节的具体位置。原版中的附录也被删去了，但加入了很多新材料。这是巴麦尊公认的标准传记。1853年时卡尔·马克思也写过一部关于巴麦尊的传记型著作。

### 以巴麦尊命名的地点
- 加拿大安大略省西南部的巴麦尊镇，1875年建立并命名。现在该镇已和明托镇合并。
- 新西兰两个距离很远的地方都以巴麦尊为名，一个是南岛的巴麦尊镇，一个是北岛的北巴麦尊市。
- 澳大利亚城市达尔文先前也被命名为巴麦尊，1971年在达尔文附近建立了一座名为巴麦尊的卫星城。
- 澳大利亚堪培拉近郊有一个地方名为巴麦尊，位于城北。
- 巴麦尊环礁位于南库克群岛最北部，该环礁约由15个岛屿组成，仅巴麦尊岛上有人居住.
- 都柏林南部Datry地区有名为巴麦尊的别墅区，当地还有巴麦尊路和坦普尔路。
- 朴茨茅斯有几个地点名为巴麦尊，南海城的商业街巴麦尊路尤为著名。
- 沃尔瑟姆斯托有巴麦尊路，巴麦尊路和森林路的交叉处有一个伦敦&巴麦尊勋爵酒吧。
- 伦敦达特茅斯公园（英语：Dartmouth Park）中有巴麦尊勋爵酒店。

## 外部連結
维基共享资源上的相關多媒體資源：第三代巴麥尊子爵亨利·坦普爾